# Arno Lang
Arno Lang (auch Arnold Lang, * 28. Mai 1933 in Zweibrücken) ist ein deutscher Jurist und ehemaliger Vorsitzender Richter am Bundesgerichtshof.

## Werdegang
Der promovierte Arno Lang war Richter am Oberlandesgericht Zweibrücken. Er wurde am 3. Januar 1975 zum Richter am Bundesgerichtshof ernannt. Von 1975 bis 1984 war er im IX. Zivilsenat und von 1985 bis 1989 im damaligen IVa-Zivilsenat tätig. Er wurde zum 1. Januar 1990 als Nachfolger von Wolfgang Girisch zum Vorsitzenden des VII. Zivilsenats des Bundesgerichtshofs ernannt und trat mit Ablauf des 31. Mai 1998 altersbedingt in den Ruhestand. Sein Nachfolger im Senatsvorsitz war Eike Ullmann.

## Veröffentlichungen
- Die neuere Rechtsprechung des Bundesgerichtshofes zu Auftrag, Geschäftsbesorgung und Geschäftsführung ohne Auftrag, Frankfurt (Main): Wertpapier-Mitteilungen, 1988